# Rom Sogn
Rom Sogn var et sogn i Lemvig Provsti (Viborg Stift). Sognet blev 22. august 2019 lagt sammen med Lomborg Sogn og indgår nu i Lomborg-Rom Sogn.
I 1800-tallet var Rom Sogn anneks til Lomborg Sogn. Begge sogne hørte til Skodborg Herred i Ringkøbing Amt. Lomborg-Rom sognekommune blev ved kommunalreformen i 1970 indlemmet i Lemvig Kommune.
I det tidligere Rom Sogn findes følgende autoriserede stednavne:
- Dubgård (bebyggelse)
- Kronhede Plantage (areal)
- Kvistgård (bebyggelse)
- Overby (bebyggelse)
- Risbæk (vandareal)
- Rishøje (areal)
- Roesgård (bebyggelse)
- Romby (bebyggelse, ejerlav)
- Rævehøj (areal)
- Ørs (bebyggelse, ejerlav)